# Carlos Miguel Buela
Carlos Miguel Buela (Buenos Aires, 4 de abril de 1941 - Génova, 23 de abril de 2023) fue un sacerdote católico argentino. En 1984, Buela fundó la orden religiosa Instituto del Verbo Encarnado, de la que fue Superior General desde su fundación hasta 1994 y nuevamente desde 2001 hasta 2010, cuando fue destituido como Superior General en respuesta a acusaciones de abuso contra seminaristas. Tanto el papa Benedicto XVI como el papa Francisco confirmaron el resultado, y en 2021 un tribunal del Vaticano declaró a Buela culpable de cometer abusos sexuales contra cinco miembros o exmiembros de la orden.

## Primeros años de vida
Carlos Miguel Buela nació el 4 de abril de 1941, en Buenos Aires, Argentina. Ingresó al Seminario Inmaculada Concepción de Villa Devoto a los 23 años, y luego de terminar sus estudios en el Seminario San Carlos Borromeo de Rosario fue ordenado sacerdote el 7 de octubre de 1971 para la diócesis de San Martín .

## Instituto del Verbo Encarnado
Buela fundó el Instituto del Verbo Encarnado (IVE) en 1984 en la diócesis de San Rafael, con permiso del obispo León Kruk. Comenzó como una asociación pública de fieles, integrada por sacerdotes de las arquidiócesis de Buenos Aires y Paraná. Sin embargo, finalmente del grupo fundador sólo quedó Buela. En 1988, Buela fundó una rama femenina, las Siervas del Señor y de la Virgen de Matará. Además de profesar los consejos evangélicos de pobreza, castidad y obediencia, los miembros del IVE hacen un cuarto voto de “esclavitud mariana”.
La asociación entró en conflicto con los obispos de la región, estableciéndose en otras diócesis sin el permiso de los ordinarios locales. Como resultado, ninguno de los obispos de San Rafael consideró que el grupo cumpliera las condiciones canónicas para convertirse en un instituto de vida consagrada. A fines de la década de 1990, la Conferencia Episcopal Argentina solicitó a la Santa Sede la supresión de la orden debido a diversos supuestos abusos. La Santa Sede no suprimió la orden y autorizó las ordenaciones de seminaristas del IVE; durante varios años, los obispos argentinos se habían negado a ordenar miembros de la orden. Sin embargo, Buela se vio obligado a dimitir como superior en 1994 y abandonar la diócesis de San Rafael. A la orden se le permitió establecerse en Italia, en la diócesis suburbicaria de Velletri-Segni. En 2001, Buela fue nuevamente elegido Superior General.

## Acusaciones de abuso sexual
En enero de 2010, la Congregación para los Institutos de Vida Consagrada y las Sociedades de Vida Apostólica emitió un decreto destituyendo a Buela como Superior General del Instituto y exigiéndole que residiera en la abadía de Sainte-Marie de la Pierre-qui-Vire en Francia. Tras notar un número anormal de solicitudes de laicización por parte de sacerdotes del IVE, Eduardo María Taussig, obispo de San Rafael, realizó una investigación, entrevistando a sacerdotes, exsacerdotes y laicos. Surgieron denuncias de que Buela habría incurrido en conducta inapropiada contra jóvenes miembros del IVE, cometiendo abuso sexual, abuso de poder y abuso de conciencia. La Santa Sede revisó la investigación y suspendió a Buela. Buela negó todas las acusaciones y presentó un documento de defensa de 119 páginas, alegando que la Conferencia Episcopal Argentina estaba conspirando en su contra para desestabilizar al IVE; sin embargo, la investigación de la Santa Sede concluyó que las afirmaciones de Buela sobre un complot no eran creíbles, y que las acusaciones de abuso cometido por Buela eran creíbles. Tanto Benedicto XVI como Francisco reconocieron y confirmaron la veracidad de las acusaciones y el resultado de las investigaciones. Los sacerdotes, seminaristas y exseminaristas que hicieron acusaciones eran todos adultos, y nunca se presentó ninguna denuncia ante un tribunal civil.
Además de removerlo como superior y darle instrucciones sobre dónde vivir, a Buela se le prohibió contactar a los miembros de la congregación. Él desobedeció varias veces las sanciones impuestas en su contra, lo que resultó en que el Vaticano emitiera múltiples decretos adicionales. En 2016, se le ordenó residir en un monasterio en España.
En 2015, se conoció que había nuevas acusaciones después del decreto de 2010, que le restringía el contacto con los miembros del IVE, que Buela había ignorado, cometiendo más abusos. Un tribunal especial dirigido por el cardenal Santos Abril y Castelló concluyó en 2021 que Buela había cometido pecados contra el Sexto Mandamiento contra cinco miembros y exmiembros del IVE, utilizando la violencia para ello. Buela apeló la decisión. Abril afirmó en 2022 que había una "falta de cooperación" por parte del IVE, que según él había creado un "gobierno en la sombra" bajo el liderazgo del ex superior general, el sacerdote Gustavo Nieto.

## Muerte y legado
Buela murió el 23 de abril de 2023 en Génova, Italia. Su apelación de la decisión de 2021 aún no había sido resuelta a esa fecha. El Instituto del Verbo Encarnado sigue hablando loablemente de Buela en varios sitios web administrados por el Instituto y sus provincias; las biografías oficiales promueven su vida y sus escritos, y omiten las acusaciones de abuso y condena canónica. En 2022, el sitio web de IVE America afirmó que Buela se retiró en 2010, sin hacer mención del decreto de destitución. El Instituto continúa vendiendo los escritos de Buela, ha publicado videos conmemorativos tras su muerte, organiza peregrinaciones a su tumba y lo considera injustamente perseguido por la Santa Sede. En enero de 2025, el Dicasterio para los Institutos de Vida Consagrada y las Sociedades de Vida Apostólica nombró delegados pontificios con plenos poderes de gobierno sobre las ramas masculina y femenina del IVE, citando "graves déficits" en los institutos en materia de discernimiento y formación vocacional.